# Harzburger Front

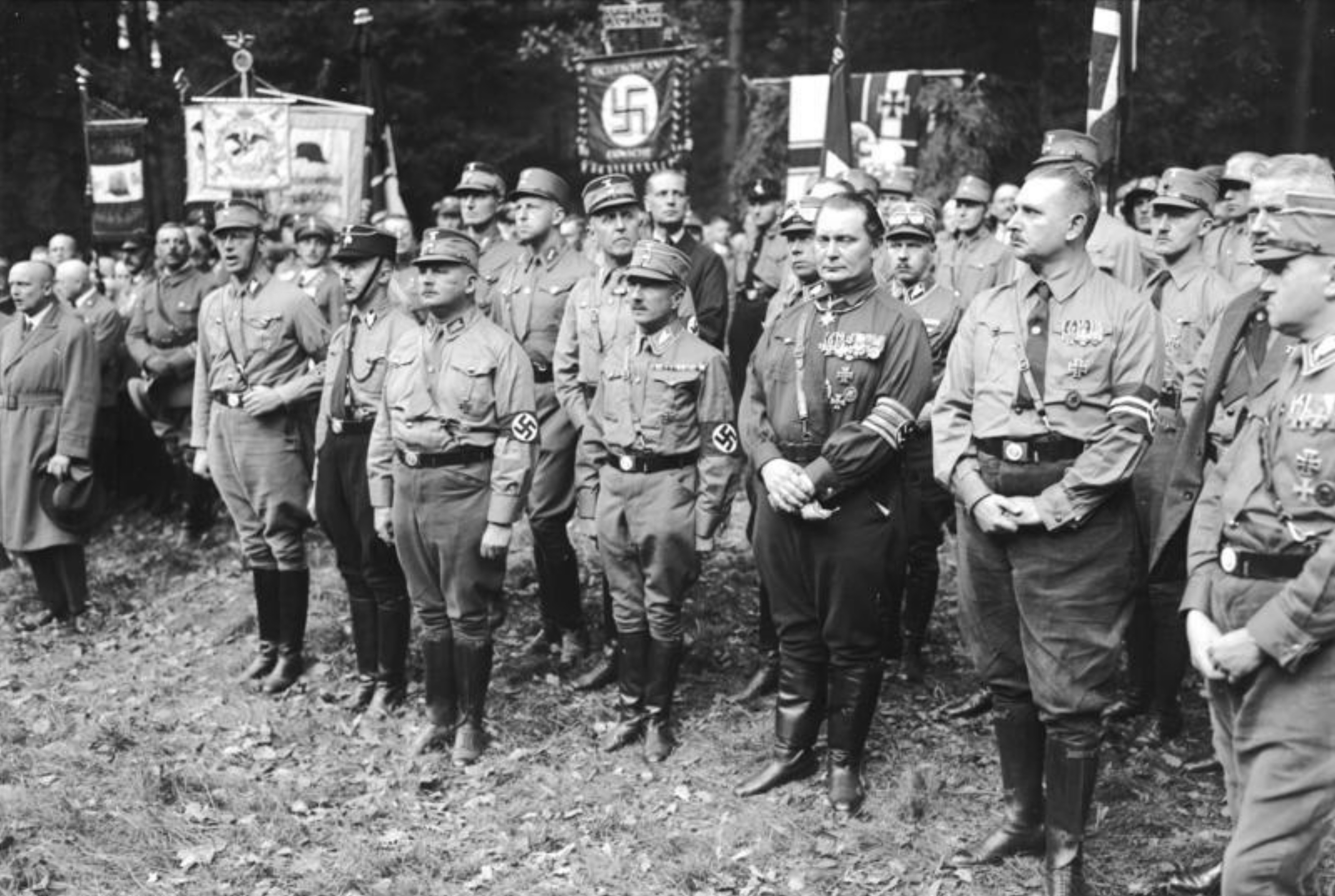
Gründung der Harzburger Front: Zu erkennen sind Gerret Korsemann, Heinrich Himmler, Ernst Röhm, Kurt von Ulrich, Franz von Hörauf, Adolf Hühnlein, Hermann Göring und Bernhard Rust, im Hintergrund: Karl Leon Du Moulin Eckart und Friedrich Karl von Eberstein, alle NSDAP; zu einem gemeinsamen Foto mit den Deutschnationalen und den Mitgliedern des Stahlhelm waren die Nationalsozialisten nicht bereit.

Die Harzburger Front war ein Bündnis antidemokratischer Nationalisten und Rechtsextremisten gegen die Weimarer Republik und insbesondere gegen das zweite Kabinett Brüning. Beteiligt waren NSDAP, DNVP, Stahlhelm, Reichslandbund und der Alldeutsche Verband. Die Harzburger Front trat nur ein einziges Mal bei einer Tagung am 11. Oktober 1931 in Bad Harzburg in Erscheinung, an der etwa 10.000 Personen teilnahmen. Dort hielt unter anderem der ehemalige Reichsbankpräsident Hjalmar Schacht eine aufsehenerregende Rede. Nachdem erste Spannungen bereits in Harzburg selbst spürbar geworden waren, bekämpften sich die beteiligten Gruppierungen kurze Zeit später wieder und traten in den nachfolgenden Wahlkämpfen gegeneinander an. Im Januar 1933 aber kooperierten NSDAP, DNVP und Stahlhelm bei der Bildung des Kabinetts Hitler. Ob die Harzburger Front in die unmittelbare Vorgeschichte der nationalsozialistischen Machtergreifung 1933 gehört, ist in der Forschung umstritten.

## Vorgeschichte
Alfred Hugenberg, der Vorsitzende der DNVP, der seit seinem Amtsantritt 1928 seine Partei auf eine Fundamentalopposition gegen die Weimarer Republik festlegte, hatte bereits 1929 versucht, die Kräfte der antidemokratischen Rechten zu vereinen. Im Juni 1929 initiierte er einen Reichsausschuss für das deutsche Volksbegehren gegen den Young-Plan, in dem neben seiner Partei auch die rechtsradikale Veteranenorganisation Stahlhelm und die NSDAP vertreten waren. Das Volksbegehren war erfolgreich, doch der darauf folgende Volksentscheid scheiterte im März 1930. Kurz darauf verließ die NSDAP den Reichsausschuss. Im Wahlkampf vor den Reichstagswahlen vom 14. September 1930 konkurrierten deutschnationale und nationalsozialistische Kandidaten um die Stimmen der rechten Wähler. Im Dezember 1930 verabredeten Adolf Hitler und Hugenberg, künftig enger zusammenzuarbeiten. Eine Gelegenheit dazu bot sich, als die Spitze des Stahlhelm die rechten Parteien dazu einlud, gemeinsam einen Volksentscheid zur Auflösung des preußischen Landtages vorzubereiten. Im Freistaat Preußen regierte immer noch die Weimarer Koalition aus SPD, Zentrum und Deutscher Staatspartei (vormals Deutsche Demokratische Partei), die mit entschiedenem Vorgehen gegen republikfeindliche Umtriebe wie einem Verbot des Stahlhelm im Oktober 1929 den Rechten ein Dorn im Auge war. Die Stahlhelmführung strebte mit dieser Initiative außerdem eine möglichst breite Sammlung der Rechten an, die bis ins national- und wirtschaftsliberale Lager reichen sollte. DNVP und NSDAP setzten dagegen auf eine Polarisierung des politischen Spektrums zwischen ihnen und den angeblich marxistischen Parteien, durch die die Parteien dazwischen zerrieben werden sollten. Daher standen sie der Stahlhelm-Initiative zunächst ablehnend gegenüber. Schließlich unterstützten sie doch die Initiative, und auch die DVP, die Wirtschaftspartei und die KPD schlossen sich an. Am 9. August 1931 scheiterte das Volksbegehren, weil sich nur rund 37 % der Wahlbevölkerung beteiligt hatten.
Bereits zuvor hatte die Spitze des Stahlhelm im Zuge ihrer Sammlungsstrategie Anfang April 1931 mit den Nationalsozialisten verabredet, gleichzeitig mit dem Wiederzusammentritt des Reichstags im Oktober eine Demonstration der gesamten „Nationalen Opposition“ zu organisieren. Am 9. Juli 1931 gelang es auch Hitler und Hugenberg in einer Aussprache, ihre Gegensätze vorübergehend zu beenden und erneut eine Zusammenarbeit zu vereinbaren. Sie wollten eigentlich nur eine gemeinsame Sitzung ihrer beiden Reichstagsfraktionen, doch die DNVP-Politiker Otto Schmidt-Hannover und Herbert von Bose konnten Hugenberg überzeugen, dass eine Großdemonstration aller rechten Gruppierungen mit Vorbeimarsch der jeweiligen paramilitärischen Verbände größeren Eindruck machen würde. Hitler zögerte, da er den Anschein vermeiden wollte, er wäre im Schlepptau von DNVP und Stahlhelm. Erst bei einem weiteren Treffen mit Hugenberg am 30. August 1931 in Wildbad Kreuth willigte er ein, sich an der Großdemonstration zu beteiligen. Auf einen gemeinsamen Kandidaten für die Reichspräsidentenwahl 1932 konnten sich Hitler und Hugenberg indes nicht einigen. Zur Vorbereitung wurde ein „Arbeitsausschuss der Nationalen Opposition“ gebildet, der aus Schmidt-Hannover, dem Fraktionsvorsitzenden der Nationalsozialisten im Reichstag Wilhelm Frick und Siegfried Wagner, dem Bundeskanzler des Stahlhelm, bestand. Am 3. Oktober verschickte er Einladungen zu der Großveranstaltung in Bad Harzburg. Der Tagungsort wurde gewählt, weil die NSDAP an der Regierung des Landes Braunschweig beteiligt war: Deshalb galt hier kein Uniformverbot wie in Preußen; der nationalsozialistische Innenminister Dietrich Klagges ging rücksichtslos gegen Demokraten, Republikaner und Kommunisten vor, sodass keine Gegendemonstrationen zu befürchten waren.

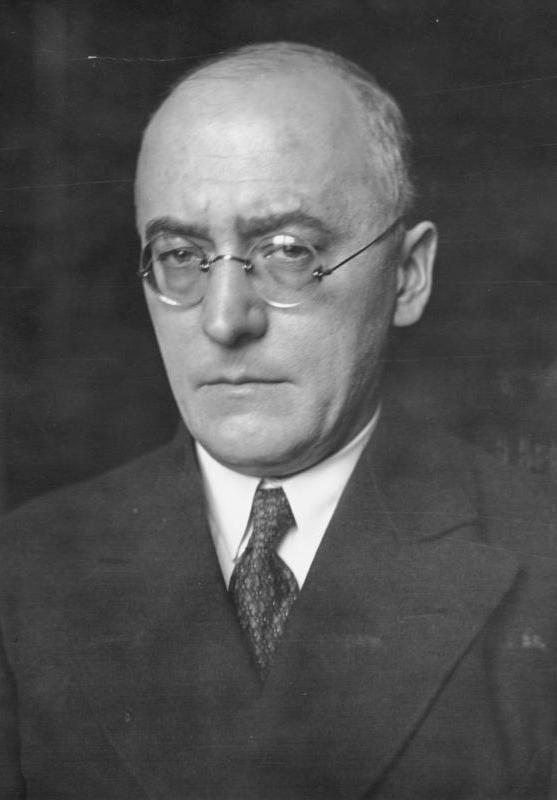
Heinrich Brüning, Reichskanzler 1930–1932

Der Zeitpunkt für die Demonstration war günstig, denn die Regierung von Kanzler Heinrich Brüning befand sich in einer Krise: Im September war ihr Projekt einer Zollunion mit Österreich endgültig gescheitert, die Abwertung des Pfund Sterling, die die britische Regierung am 20. September 1931 beschlossen hatte, bedrohte Deutschlands Außenhandel, die Industrie forderte ein entschlossenes Handeln gegen die Weltwirtschaftskrise. Zudem hatte Brüning die Unterstützung von DVP und Wirtschaftspartei verloren und Reichspräsident Paul von Hindenburg drängte ungeduldig darauf, die Tolerierungszusammenarbeit mit der SPD zu beenden. Brüning und seine Mitarbeiter nahmen daher Kontakt mit Hugenberg und Hitler auf; doch die waren nicht bereit, ihm die fehlende parlamentarische Mehrheit zu liefern. Stattdessen hoffte jeder von ihnen, nach dem Scheitern des Kanzlers mit der Regierungsbildung beauftragt zu werden. Brüning musste daher ohne sie erneut eine Minderheitsregierung bilden, was ihm just am Tag vor Beginn der Harzburger Tagung gelang.

## Teilnehmer

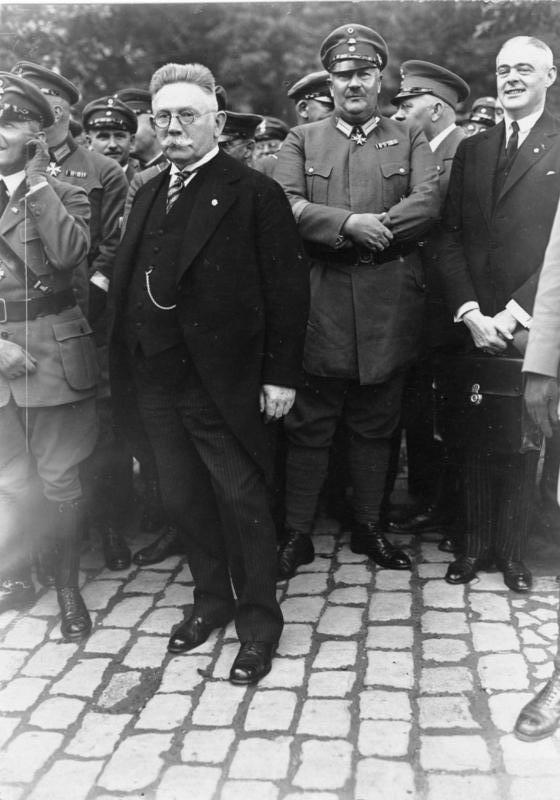
Gründung der Harzburger Front: Alfred Hugenberg, hinter ihm in Uniform Prinz Eitel Friedrich von Preußen

An der Harzburger Tagung der „Nationalen Front“ nahmen am 11. Oktober 1931 insgesamt etwa 10.000 Personen teil. Neben der NSDAP, dem Stahlhelm und dem Alldeutschen Verband waren auch der Reichslandbund, die Interessenvertretung der Landwirte, mehrere Angehörige des alten Adels und insgesamt 15 Generäle und Admiräle des Ersten Weltkriegs vertreten. So nahm August Wilhelm von Preußen, der Sohn des vormaligen Kaisers Wilhelm II., in SA-Uniform ebenso an dem Treffen teil wie der ehemalige Reichswehrgeneral Hans von Seeckt. Auch mehrere, wenngleich wenig prominente Politiker der rechten Mitte wie Ernst Hintzmann, Gotthard Sachsenberg und Albrecht Wendhausen waren anwesend. Großes Aufsehen erregte die Teilnahme des ehemaligen Reichsbankpräsidenten Hjalmar Schacht, die vorher nicht angekündigt worden war.
Von Unternehmerseite kam dagegen fast niemand nach Harzburg. Im Reichsverband der Deutschen Industrie hatte es heftige Auseinandersetzungen gegeben, doch trotz der verbreiteten Unzufriedenheit mit der Regierung konnten sich die meisten Industriellen nicht dazu durchringen, bei der Tagung öffentlich aufzutreten. Laut Heinrich August Winkler war der einzige Vertreter der Ruhrindustrie Ernst Brandi, laut Larry Eugene Jones nahm Fritz Thyssen diese Position ein. Nach Henry Ashby Turner kam von der Industrie allenfalls die „zweite Garnitur“: Männer in nachgeordneten Positionen oder in Führungspositionen in kleinen und mittleren Unternehmen. Laut dem Historiker Reinhard Neebe nahmen die Syndici Max Schlenker und Ludwig Grauert teil. Schacht nannte es einige Tage später „schade, daß die Industrie in Harzburg fehlte. Das dauernde Mitgehen mit dem derzeitigen System und der Mangel an Bekennermut wird die Industrie ihr innerstes Leben kosten.“ Angaben über eine breite Teilnahme führender Industrieller gehen auf manipulierte Teilnehmerlisten zurück, die Hugenberg durch seine Telegraphen-Union verbreiten ließ, um dem Treffen mehr Gewicht zuzuschreiben. Zeitungen, die eigene Reporter nach Harzburg gesandt hatten, berichteten nicht über eine nennenswerte Teilnahme von Wirtschaftsvertretern.
Das Fernbleiben der führenden Schwerindustriellen erklärt der Historiker Reinhard Neebe mit ihrer Abhängigkeit von Staatsaufträgen. Zudem hatte Brüning die Drohung verlauten lassen, peinliche Details über das Verhalten von Großindustrie und Großbanken in der Bankenkrise zu veröffentlichen. Auch sei keine plausible Alternative zu Brünings Regierungskurs formuliert worden. Schließlich sei den Industriellen noch zu unklar gewesen, welche Rolle die NSDAP innerhalb der antirepublikanischen Allianz spielen würde, die in Harzburg geschmiedet werden sollte. Die Streitereien, die gleich am ersten Tag der Tagung ausbrachen, gaben diesen Besorgnissen recht.

## Ablauf

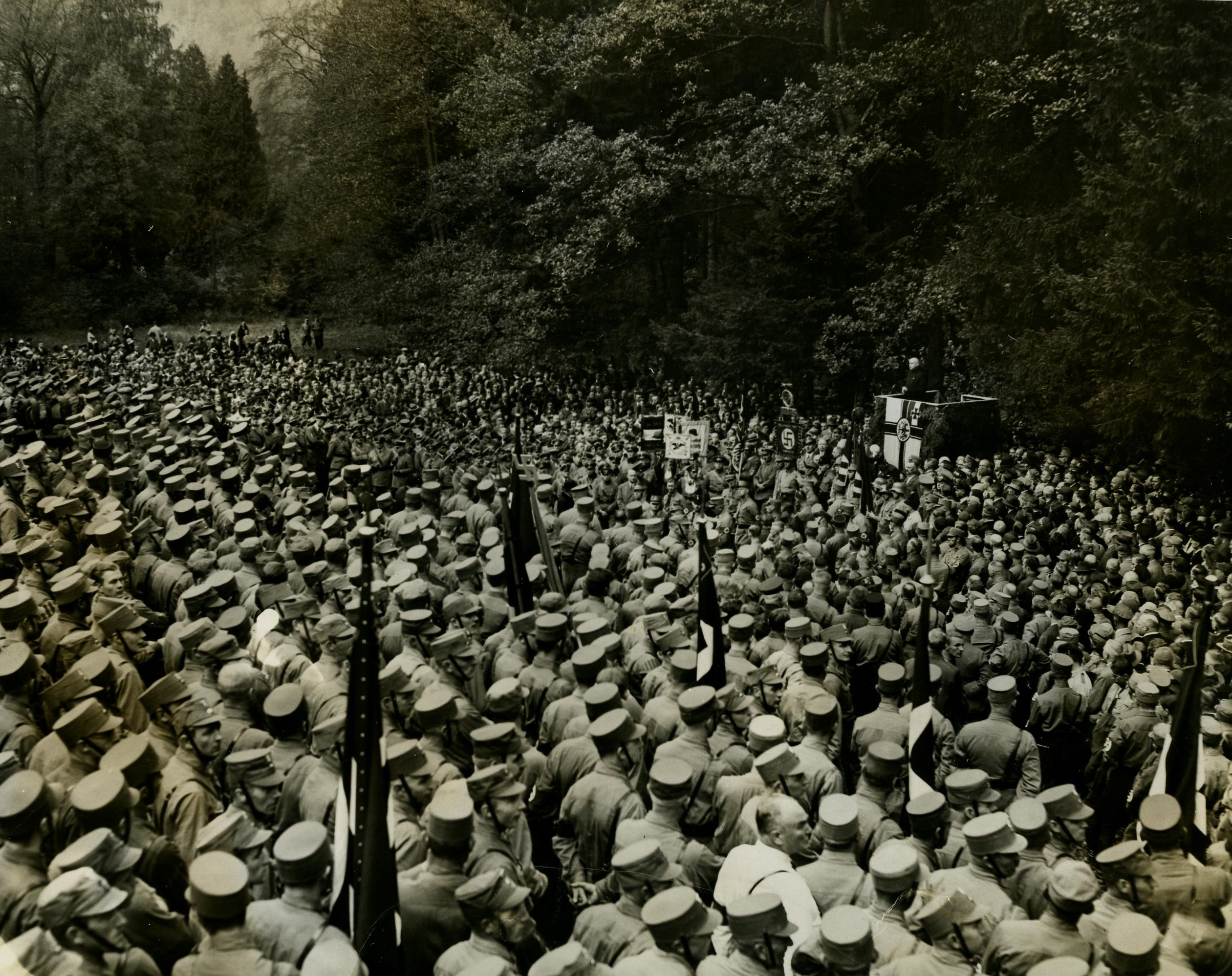
Pfarrer Bruno Doehring spricht beim Feldgottesdienst zu SA-Männern.

Vor der eigentlichen Tagung reisten die Teilnehmer am 11. Oktober 1931 an, die SA probte ihren geplanten Vorbeimarsch am Bahnhofsvorplatz. Abends trafen sich die Führer der teilnehmenden Parteien und Verbände – außer Hitler, der erst nachts um zwei Uhr in Bad Harzburg ankam. Er ließ während der Harzburger Tagung kaum eine Gelegenheit aus zu demonstrieren, dass er durchaus nicht gewillt war, sich vor den Karren der bürgerlichen Rechten spannen zu lassen. Kurt von Schleicher, der Chef des Ministeramtes im Reichswehrministerium, hatte kurzfristig ein Treffen mit ihm und Hindenburg in Berlin organisiert. Der Reichspräsident hatte Hitler gefragt, auf welche Parteien er sich stützen wolle, wenn er ihn zum Reichskanzler ernenne. Der überraschte Hitler hatte von einem Kabinett der Persönlichkeiten geredet, das er leiten wolle, die Unterredung war somit ohne Ergebnis geblieben. Hindenburg hatte sich zwar abfällig über den „böhmischen Gefreiten“ geäußert, doch allein schon der Empfang trug dazu bei, dass Hitler mit gestärktem Selbstbewusstsein in Harzburg auftrat.
Am Sonntag, dem 11. Oktober, begann die eigentliche Tagung vormittags mit einem Feldgottesdienst, den der protestantische Berliner Dompfarrer Bruno Doehring und der suspendierte katholische Militärgeistliche Georg Hoinka aus Breslau leiteten. Dieser zitierte in seiner Predigt das Vaterlandslied Ernst Moritz Arndts aus dem Jahr 1812: „Der Gott, der Eisen wachsen ließ, der wollte keine Knechte“. Anschließend marschierten die paramilitärischen Verbände an ihren Führern vorbei. Hitler brüskierte seine konservativen Partner, indem er nach dem Vorbeimarsch der SA demonstrativ die Tribüne verließ, ohne den Vorbeimarsch des Stahlhelm abzuwarten. Hinter der Bühne kam es daraufhin zu einem offenen Streit, nach dem Hitler wütend abreisen wollte. Hugenberg hatte einige Mühe, ihn zum Bleiben zu bewegen. Nun trat die Reichstagsfraktion der NSDAP im Kursaal der Stadt zusammen. Bald darauf kamen auch die DNVP-Abgeordneten hinzu, um eine gemeinsame Fraktionssitzung abzuhalten. Hitler nahm daran nicht teil, was von DNVP und Stahlhelm als erneute Provokation empfunden wurde. Auch am gemeinsamen Mittagessen nahm Hitler nicht teil: Er verlautbarte, solange „Tausende meiner Anhänger unter sehr großen persönlichen Opfern, ja zum Teil mit hungrigem Magen, Dienst tun“, sei er dazu außerstande. Offenkundig ging es ihm darum, den einfachen Nationalsozialisten zu signalisieren, dass seine taktische Zusammenarbeit mit der DNVP nicht zu einer Verbürgerlichung der NSDAP führen werde.
Am Nachmittag wurden im Großen Kursaal der Stadt die Abschlussreden gehalten: Der von Haus aus konservative DNVP-Vorsitzende Hugenberg schlug nachgerade revolutionäre Töne an und rief den regierenden Parteien zu: „Es ist eine neue Welt im Aufstieg! Wir wollen euch nicht mehr!“ Ein bolschewistischer Umsturz in Deutschland könne nur durch gemeinsames Eingreifen der nationalen Kräfte verhütet werden. Den preußischen Ministerpräsidenten Otto Braun und seinen Innenminister Carl Severing, beide SPD, setzte er mit Alexander Fjodorowitsch Kerenski gleich, dem sozialistischen Chef der russischen Provisorischen Regierung, der in der Oktoberrevolution 1917 gestürzt worden war. Die Zentrumspartei, die in Preußen mitregierte und im Reich den Kanzler stellte, müsse sich nun entscheiden, ob sie den „russischen oder den deutschen“ Weg gehen wolle. Dennoch wirkte der Appell an die Katholiken angesichts der offen antikatholischen Haltung des Stahlhelm wenig glaubhaft. Hugenbergs Rede endete mit einem Appell an Reichspräsident Hindenburg, „daß er dem stürmischen Drängen von Millionen vaterländischer Männer und Frauen, Frontsoldaten und Jugend entspricht und in letzter Stunde durch Berufung einer wirklichen nationalen Regierung den rettenden Kurswechsel herbeiführt“.

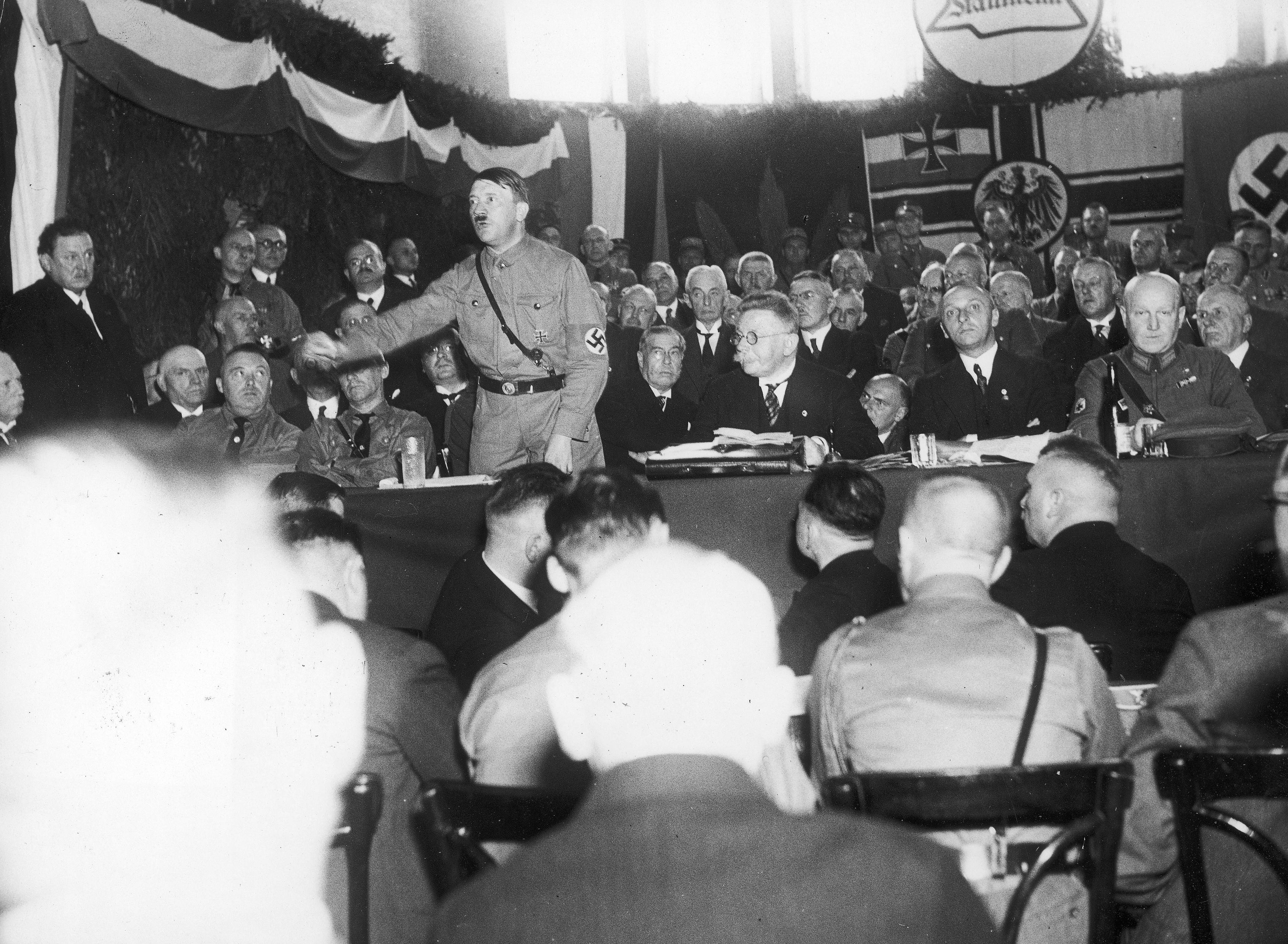
Hitler spricht im Kursaal von Bad Harzburg. Neben ihm auf dem Podium Alfred Hugenberg, Otto Schmidt-Hannover und Theodor Duesterberg

Hitler sprach als zweiter: In seiner Rede wandte er sich an seine „Parteigenossen und Parteigenossinnen“, schloss also alle Nichtmitglieder der NSDAP aus. In sozialdarwinistischer Diktion forderte er, die „Wehrlosigkeit“, in der sich Deutschland durch die militärischen Bestimmungen des Versailler Vertrags befinde, zu beenden. In Deutschland werde entweder der Kommunismus regieren oder der Nationalsozialismus. In dem „Kampf um die Seele des einzelnen“, der nun beginne, sei seine Partei das Opfer von Terror, doch deutete Hitler an, dass sich das bald ändern könne:

„Wir hoffen, dass die Zeit kommt, schneller vielleicht als wir ahnen, dass wir ganz legal das aktive Notwehrrecht derer wiederherstellen können, die niemals an Kampf, an Angriff, an Überfall gedacht haben, sondern immer nur an einen Gedanken: Deutschland!“

Die Stahlhelm-Führer Franz Seldte und Theodor Duesterberg betonten wie Heinrich Claß die Bereitschaft der Nationalen zur Regierungsübernahme und beklagten die „Wehrlosigkeit“ Deutschlands. Eberhard Graf von Kalckreuth vom Reichslandbund sagte der Regierung Brüning wegen deren gescheiterter Agrarpolitik den Kampf an.
Besonderes Aufsehen erregte die Ansprache Schachts, der die Politik der Reichsbank scharf kritisierte. Da sie nach der Bankenkrise zur Stützung der Wirtschaft auch Wechsel angenommen hatte, die im strengen Sinne nicht diskontfähig waren, stehe sie kurz vor der Illiquidität. Die Auslandsverschuldung sei noch höher als vom Layton-Ausschuss errechnet, einem Komitee internationaler Experten, das im August den deutschen Kreditbedarf geprüft hatte. Ironischerweise kritisierte er also genau die expansive Geldpolitik, die er nach seiner Rückkehr ins Präsidium der Reichsbank mit den Mefo-Wechseln ab 1933 betrieb. Nur durch nationale Einheit könne eine wirtschaftliche Katastrophe Deutschlands noch abgewendet werden. Angelehnt an das antisemitische Vokabular des nationalsozialistischen Finanztheoretikers Gottfried Feder, unterschied er zwischen „raffendem und schaffendem Kapital“, empfahl eine strikte Binnenmarktorientierung und „im übrigen sich für eine Generation bescheiden, sparen und arbeiten“.
Abschließend verlas Hugenberg die Resolution, auf die man sich verständigt hatte. Darin erklärten die Führer der äußersten Rechten, sie hätten lange genug gewarnt vor dem Versagen des Staatsapparates gegenüber dem „Blutterror des Marxismus, dem fortschreitenden Kulturbolschewismus und der Zerreißung der Nation durch den Klassenkampf“. Nationale Kräfte seien „planmäßig“ von der Leitung des Staates ferngehalten worden. Die derzeit betriebene Politik gehe „in der politischen, wirtschaftlichen und militärischen Entmannung Deutschlands noch über das Diktat von Versailles hinaus“. Die „nationale Front“ sei bereit, die Regierung im Reich und in Preußen zu übernehmen. Die Regierungen von Reichskanzler Brüning und dem preußischen Ministerpräsidenten Otto Braun müssten zurücktreten, die Notverordnungen müssten aufgehoben werden und Neuwahlen zum Reichstag und zum preußischen Landtag stattfinden. Sie beschworen Hindenburg, „dem stürmischen Drängen von Millionen vaterländischer Männer und Frauen, Frontsoldaten und Jugend“, ja des ganzen „deutschen Volkes“ nachzugeben. Nur ein „starker Staat“ könne eine Volksgemeinschaft herbeiführen. Die Verfasser beriefen sich bei alldem auf ihre „blutsmäßige Verbundenheit“ mit dem deutschen Volk – der Staat wurde hier also rassistisch als homogen verstanden, was die Gleichheit vor dem Gesetz zum Beispiel für Juden beseitigen würde.
Nur mühsam konnte bei alldem der Eindruck einer geschlossenen Front der Teilnehmer gewahrt werden. Zu einer Einigung auf einen gemeinsamen Kanzlerkandidaten, den man bei der Reichstagssitzung am 13. Oktober hätte präsentieren können, wo man einen Misstrauensantrag gegen Brüning stellen wollte, kam es nicht. Die Eigenständigkeit der nationalsozialistischen Bewegung demonstrierte Hitler eine Woche später bei einem SA-Aufmarsch in Braunschweig, der mit 100.000 Teilnehmern deutlich größer als die Harzburger Tagung war.

## Folgen

### Reaktionen der Linken
Zwei Tage nach der Harzburger Tagung trat in Berlin der Reichstag zusammen. Brüning stellte sein neues Kabinett vor. Die Rechten und die Kommunisten beantragten, ihm das Misstrauen auszusprechen und seine Notverordnungen aufzuheben. Die SPD deutete die Harzburger Tagung aber als „faschistische Reaktion“ und somit als Gefahr für die Weimarer Republik. Dies und die Inflationsgefahr, die sie in Schachts Polemik gegen den Kurs der Reichsbank zu erkennen glaubte, erleichterte ihr die Fortsetzung ihrer Tolerierungspolitik. Zwar war die Regierung Brüning nach einer Umbildung des Kabinetts deutlich nach rechts gerückt, doch am 16. Oktober 1931 stimmte sie im Reichstag gemeinsam mit den Regierungsparteien gegen alle Misstrauensanträge, die die Fraktionen von NSDAP, DNVP und KPD gegen Brünings Minderheitsregierung eingebracht hatten.
Als Gegenmaßnahme gegen die Harzburger Front gründeten republiktreue Parteien und Organisationen wie die SPD, der Allgemeine Deutsche Gewerkschaftsbund und das Reichsbanner Schwarz-Rot-Gold am 16. Dezember 1931 die Eiserne Front.

### Reaktionen des Auslands
Im Ausland hatte insbesondere die Rede Schachts einige Nervosität ausgelöst. Eine dänische Zeitung meldete, die Reichsbank sei insolvent, die Londoner Times schrieb, Schacht habe es darauf angelegt „zu zerstören, was noch an deutschem Kredit übriggeblieben war“. Reichsfinanzminister Hermann Dietrich bemühte sich auf einer eilig einberufenen Pressekonferenz am 13. Oktober und noch einmal tags darauf vor dem Reichstag, Sorgen vor einem bevorstehenden deutschen Staatsbankrott zu zerstreuen. Dabei argumentierte er widersprüchlich, denn zum einen behauptete er, Schachts Angaben seien falsch, zum anderen, sie seien längst bekannt.

### Streit in der Nationalen Opposition
Hugenberg verbarg in der Folge seine tiefe Enttäuschung über Hitlers bizarres Verhalten auf der Tagung. Er hatte eigentlich vorgehabt, sich mit einem fertigen Schattenkabinett als Führer einer nationalen Regierung zu präsentieren und seinen Machtanspruch mit einem gemeinsamen Kandidaten für die Reichspräsidentenwahl zu untermauern. Dies misslang gründlich: Eine Zusammenarbeit zwischen Nationalsozialisten und der bürgerlichen Rechten folgte zunächst nicht. Larry Eugene Jones resümiert, das Harzburger Treffen habe deutlich gemacht, „wie uneins die Kräfte der deutschen Rechten exakt in dem Moment waren, als ihre Chancen, die Regierungszügel zu ergreifen, am größten waren“.
Auch auf Seiten der Nationalsozialisten gab es Enttäuschung: Magnus von Levetzow etwa klagte am 14. Oktober: 

„So sind denn sämtliche Pläne einer gemeinsamen Organisation, von der doch noch im Sommer im Kreuther Hauptquartier mit so grossen Hoffnungen gesprochen wurde, von vornherein totgeborene Kinder gewesen.“

Schon vor der Harzburger Tagung hatte Frick bei einer Sitzung der NSDAP-Fraktion im Reichstag erklärt, das Bündnis sei rein taktischer Natur. Reichspropagandaleiter Joseph Goebbels äußerte sich im Angriff ähnlich. Am 17. Oktober scheiterte ein Treffen zwischen führenden Nationalsozialisten und Mitgliedern des Stahlhelm, die die Friktionen zwischen beiden Organisationen hatten beilegen wollen. Wie gespalten die „Nationale Opposition“ war, wurde überdeutlich, als es um die Neuwahl des Reichspräsidenten ging, die im Frühjahr 1932 anstand. Namentlich für den Stahlhelm war die Frage heikel: Der bisherige Amtsinhaber und erneute Kandidat Hindenburg war Ehrenmitglied, weshalb sich der Verband schlecht gegen ihn stellen konnte. Die Spannungen zwischen dem rechten und dem gemäßigten Stahlhelm-Flügel wurden aber lange unter den Teppich gekehrt. Für Nationalsozialisten und Deutschnationale dagegen kam Hindenburg nicht oder nicht mehr in Frage. Um sich auf einen gemeinsamen Kandidaten zu einigen, lud Schmidt-Hannover am 28. Januar 1932 den Arbeitsausschuss, der die Harzburger Tagung vorbereitet hatte, zu einer neuerlichen Sitzung ein. Die kam aber nicht zustande. Schleicher versuchte die Rechten zu einer Unterstützung Hindenburgs zu motivieren und bot dabei auch eine Neubildung der Regierung mit Seldte als Reichskanzler an. Hitler aber bestand auf seiner eigenen Kandidatur, die Stahlhelm und DNVP nicht mittragen wollten.
Dass das eigentliche Ziel dieser Verhandlungen eine Ablösung der Regierung Brüning und die Bildung einer Rechtsregierung war, wusste auch Hugenberg. Dies sei aber, wie er am 4. Februar an Dietlof von Arnim-Boitzenburg schrieb, „leider seit Harzburg durch das Verhalten der Nazis so sehr erschwert“ worden. Am 13. Februar verlangte Göring für eine Unterstützung Hindenburgs die Kanzlerschaft für Hitler sowie Neuwahlen zum Reichstag. Außerdem müssten das Innen- und das Reichswehrministerium von Nationalsozialisten besetzt werden. Hugenberg erklärte, dann sei es wohl besser, wenn jede Partei einen eigenen Kandidaten aufstellte. Am 14. Februar war dann, wie Volker Berghahn schreibt, „der Zerfall der Harzburger Front […] komplett“: Der Stahlhelm stellte seinen stellvertretenden Vorsitzenden Duesterberg als Nachfolger Hindenburgs auf, auch die DNVP unterstützte ihn. Die Nationalsozialisten aber nominierten Hitler, der zu diesem Zweck von der braunschweigischen Landesregierung zum Regierungsrat ernannt wurde, wodurch er die deutsche Staatsbürgerschaft erhielt. Nachdem Duesterberg im ersten Wahlgang ausgeschieden war, stellte Hugenberg es seinen Anhängern frei, ob sie für Hitler oder für Hindenburg votieren wollten. Noch am 26. Juni 1932 erklärte er bei einer Reichsführertagung der DNVP, Hitlers Obstruktionstaktik habe den Kampf gegen den Marxismus empfindlich gestört – die Nationalsozialisten seien von nun an die Gegner der „Nationalen Front“.
Mittlerweile war Brüning gestürzt worden, und die Deutschnationalen unterstützten im Reichstag das großenteils aus Adligen bestehende Kabinett Papen. Die NSDAP hatte zwar zugesagt, es zu tolerieren, hielt sich aber nicht daran, sondern machte erfolgreich Wahlkampf gegen die DNVP. Nachdem sie bei den Reichstagswahlen vom 31. Juli 1932 stärkste Partei geworden waren, empfing Hindenburg Hitler am 13. August erneut und bot ihm die Vizekanzlerschaft an, wenn er in die Regierung eintrete. Der aber forderte die gesamte Staatsgewalt für sich, was Hindenburg nicht verantworten zu können glaubte. Das Tischtuch schien zerschnitten, und bei den ehemaligen Partnern der Harzburger Front breitete sich Ernüchterung aus.
Die Diskrepanzen traten nicht nur auf dem politischen Parkett zutage, sondern auch in den Medien. So rief Goebbels im September 1932 zu einem Boykott der Zeitungen aus Hugenbergs Imperium, dem Scherl-Verlag, auf, was letzterer ihm durch eine einstweilige Verfügung des Landgerichts Berlin verbieten ließ. Die Münchener Gauleitung ruderte zurück und meinte, der Boykott-Aufruf habe ausschließlich Berlin gegolten. Einen Monat später verlangte Hugenberg von Goebbels Schadenersatz, was dessen Anwälte mit der Begründung zurückwiesen, der Aufruf habe sich nur an NSDAP-Mitglieder gewandt, die den politischen Gegner nicht unterstützen sollten.
Einen weiteren Tiefpunkt erreichten die Beziehungen zwischen Nationalsozialisten und Deutschnationalen am 12. September 1932, als die NSDAP mit beinahe allen anderen Fraktionen des Reichstags für den Misstrauensantrag der KPD stimmte. Im darauf folgenden Wahlkampf warb Hugenberg dennoch dafür, die Harzburger Front wiederzubeleben, doch die Nationalsozialisten nahmen eine immer feindlichere Haltung ein: Goebbels rief zur „Abrechnung mit den Hugenzwergen“ auf, in Breslau wurde eine Wahlkampfveranstaltung der DNVP von der SA gestürmt, mehrere Stahlhelmleute wurden verletzt. Nach den Reichstagswahlen vom November 1932 wurde Hugenberg vorübergehend Schriftführer des Parlaments, was den NSDAP-Abgeordneten Gelegenheit gab, sich über seinen Anspruch, „Führer“ seiner Partei zu sein, lustig zu machen: Er sei ja bloß Schriftführer, riefen sie dazwischen. Erst im Dezember 1932 kam es auf Vermittlung Schachts zu einer Aussprache zwischen Hitler und Hugenberg. Am 30. Januar 1933 wurde schließlich das Kabinett Hitler gebildet, in dem Hugenberg die Ressorts Wirtschaft und Landwirtschaft übernahm, Franz Seldte, der ebenfalls prominent an der Harzburger Tagung teilgenommen hatte, wurde Arbeitsminister.

## Wissenschaftliche Rezeption
Die Bedeutung der Harzburger Front wird in der Geschichtswissenschaft unterschiedlich beurteilt. Der Politikwissenschaftler Karl Dietrich Bracher nennt die Tagung vom Oktober 1931 „viel eher das Ende einer aufregenden und aufreibenden Zusammenarbeit als den Beginn eines letzten Siegeszuges der vereinigten ‚Nationalen Opposition‘“. Nach Herbert Michaelis und Ernst Schraepler bewies die Harzburger Tagung lediglich, „daß eine Aktion, die Hugenberg zur Stärkung seiner eigenen politischen Stellung eingeleitet hatte, von Hitler zu einem propagandistischen Erfolg für seine eigenen Zwecke ausgemünzt wurde“. Laut dem Historiker Friedrich Hiller von Gaertringen war sie „wegen der Rivalität ihrer Führer schon an ihrem Gründungstag eine Fiktion“. Ähnlich resümiert Joachim Fest, die Harzburger Front sei eher ein Begriff der politischen Mythologie als einer der wirklichen Geschichte. Sie gelte als Selbstenthüllung des Komplotts zwischen Hitler und dem Großkapital, jener Verschwörungstheorie, die in der Vorgeschichte des Dritten Reiches eine „Kette finsterer Machinationen“ sieht. Hans Mommsen bezeichnet die Veranstaltung als eine „Demonstration der Uneinigkeit“. Für Gerhard Schulz war sie ein bloßer „Formierungsversuch der Nationalen Opposition“. Nicht die Zusammenarbeit der beiden großen republikfeindlichen Parteien war für ihn die wichtigste Bedeutung von Harzburg, sondern dass die kleinen Rechtsparteien, die die Interessen der Wirtschaftsverbände ins Parlament zu kanalisieren pflegten, nun begannen, sich langsam von Brüning abzuwenden. Larry Eugene Jones nennt als Ergebnis der Tagung, dass „eine Einheit der Rechten sich als kurzlebig, wenn nicht illusorisch erwies“. Diese Spaltung der Rechten in Deutschland habe sich bis zur Etablierung des NS-Regimes und darüber hinaus fortgesetzt. Der Historiker Michael Schellhorn bezeichnet das Harzburger Treffen als einen „erfolglosen und kläglichen“ Versuch Hugenbergs, „eine Einheit der nationalen Opposition […] zu präsentieren“, einen „Offenbarungseid für Hugenbergs Politik der Einbeziehung Hitlers in seine eigenen Machtambitionen“. Hitler-Biograph Brendan Simms bezeichnet die Tagung als „völligen Fehlschlag, da jede Partei die anderen zu dominieren und an den Rand zu drängen versuchte“.
Andere sehen das Treffen durchaus in einer Kontinuität zur Machtergreifung am 30. Januar 1933. Für Friedrich-Wilhelm Henning war es „der erste Schritt zur Anerkennung der NSDAP als mögliche führende Kraft in einer rechtsorientierten Reichsregierung“. Nach dem Urteil Hans-Ulrich Wehlers trug die bürgerliche Rechte, wenn es auch bis Januar 1933 keine weitere Kooperation mit den Nationalsozialisten gab, durch die Harzburger Tagung doch dazu bei, Hitler sozusagen salonfähig zu machen. Der Historiker Joachim Perels resümiert, dass, auch wenn es auf der Tagung „gewisse Differenzen“ zwischen den Nationalsozialisten und ihren Bündnispartnern gegeben habe, der von beiden „geführte Harzburger Angriff auf die Republik“ anderthalb Jahre später mit der Bildung der Regierung Hitler ans Ziel gekommen sei: „Die Positionen von Harzburg bilden die Grundpfeiler der am 30. Januar durch Hindenburg konstituierten Regierungsgewalt“. Nach dem Historiker Peter Schyga formierte sich bereits in Harzburg das Bündnis von „Mob und Elite“ (Hannah Arendt), das von 1931 „täglich an zerstörerischer Energie und Massenwirksamkeit“ zugelegt habe: „Die Resolution von Bad Harzburg bildete die Partitur für den Marsch zur Diktatur.“

## Erinnerung vor Ort
In der Wandelhalle des Bad Harzburger Kurbetriebes erinnert seit Februar 2009 die Ausstellung Harzburger Front – Im Gleichschritt zur Diktatur kritisch an das historische Geschehen. Präsentiert werden in Wort und Bild die Berichterstattung der Lokalpresse vom Oktober 1931, die Weltwirtschaftskrise und ihre Auswirkungen auf die Region, die Lage der Arbeiterbewegung und die bürgerkriegsartigen Zustände zu Beginn der 1930er Jahre sowie die Biographien prägender Persönlichkeiten des Landes Braunschweig in der Zeit des Nationalsozialismus.